# Pachycnema tibialis
Pachycnema tibialis är en skalbaggsart som beskrevs av Olivier 1789. Pachycnema tibialis ingår i släktet Pachycnema och familjen Melolonthidae. Inga underarter finns listade i Catalogue of Life.